# De Grote Onthaler
Heer Bommel en De Grote Onthaler (in boekuitgaven/spraakgebruik verkort tot De Grote Onthaler) is een verhaal uit de Bommelsaga, geschreven en getekend door Marten Toonder. Het verhaal verscheen voor het eerst op 6 januari 1977 en liep tot 21 mei van dat jaar. Met 115 stroken is het de langste van alle Bommelstrips. Thema: Themapark: De Zwarte Bergen.

## Hoorspel
- De Grote Onthaler in het Bommelhoorspel